# Laekvere
Laekvere (deutsch: Ladikfer) war eine Landgemeinde im estnischen Kreis Lääne-Viru mit einer Fläche von 352,42 km². Sie hatte 1743 Einwohner (Stand: 2010). Laekvere lag ca. 40 km von Rakvere entfernt.
Neben dem Hauptort Laekvere (516 Einwohner) umfasste die Gemeinde die Dörfer Alekvere, Arukse, Ilistvere, Kaasiksaare, Kellavere, Luusika, Moora, Muuga, Paasvere, Padu, Rahkla, Rajaküla, Rohu, Salutaguse, Sirevere, Sootaguse, Vassivere und Venevere.
Besonders sehenswert ist das historische Gutshaus von Muuga. Es wurde 1866 durch Carl Timoleon von Neff errichtet. Ein Großteil der umfangreichen Kunstsammlung wurde zwischen 1941 und 1944 zerstört. Seit 1945 befindet sich im Gutshaus eine Schule. Im Park hat sich ein Denkmal für den estnischen Schriftsteller Eduard Vilde, der aus der Gemeinde stammte, erhalten.
Die Gemeinde wurde 2017 mit der Landgemeinde Vinni zusammengelegt.

## Wappen
Wappenbeschreibung: In Gold und Grün durch Tannenreisschnitt gespalten.